# Nokia Open 1994
Nokia Open 1994 — жіночий тенісний турнір, що проходив на закритих кортах з твердим покриттям Beijing Comprehensive Gym у Пекіні (Китай). Належав до турнірів 4-ї категорії в рамках Туру WTA 1994. Тривав з 14 до 20 лютого 1994 року. Друга сіяна Яюк Басукі здобула титул в одиночному розряді й отримала  18 тис. доларів США.

## Фінальна частина

### Одиночний розряд
Яюк Басукі —  Наґацука Кьоко 6–4, 6–2
- Для Басукі це був 1-й титул в одиночному розряді за сезон і 5-й — за кар'єру.

### Парний розряд
Чень Лі-Лін /  Фан Лі —  Керрі-Енн Г'юз /  Валда Лейк 6–0, 6–2
- Для Чень це був єдиний титул за сезон і 1-й — за кар'єру. Для Лі це був єдиний титул за сезон і 2-й - за кар'єру.